# Armorial des familles basques (Ma - Me)
Cet article décrit l'armorial des familles basques par ordre alphabétique et concerne les familles dont les noms commencent par les lettres « Ma » successivement jusqu’à « Me ».

## Ma
Famille Macaye (Labourd) :
| Blason | Blasonnement : Écartelé, au 1 d'azur à une étoile (d'or) ; au 2 aussi d'azur à un croissant (d'or ou d'argent) ; au 3, de gueules à une flèche (d'or ou d'argent) ; au 4 aussi de gueules à cinq feuilles de peuplier. Note : Les blasonnements de cette page sont tous issus de cet ouvrage qui cite également d'autres sources. Note : Ce blasonnement est incomplet et/ou incohérent. Manque de précisions. Commentaires : Une maison noble existait à Macaye, appelée Zuhurt. |

Famille Macazaga (Irun) :
| Blason | Blasonnement : Mantelé, aux 1 et 2 d'azur à une fleur de lys d'or ; au 3 d'or au loup passant de sable ; à la bordure générale d'argent chargée de huit feuilles de peuplier de gueules. Note : Les blasonnements de cette page sont tous issus de cet ouvrage qui cite également d'autres sources. Note : Ce blasonnement est incomplet et/ou incohérent. Il s'agit d'un tiercé en pairle renversé et non d'un mantelé qui possède deux partitions et non trois. Commentaires : Maison noble de la ville d'Irun. Preuves de noblesse en 1657, 1675, 1731 et 1746. |

Famille Mac Mahon (Bilbao) :
| Blason | Blasonnement : D'argent à trois lions léopardés passants de gueules, armés et lampassés d'azur, la tête contournée, posés l'un sur l'autre. Note : Les blasonnements de cette page sont tous issus de cet ouvrage qui cite également d'autres sources. Commentaires : L'ancienne maison irlandaise de Mac-Mahon, en fuyant les persécutions des anglicans contre les catholiques au XVIIe siècle, se fixa en France mais aussi en Biscaye où elle s'établit à Bilbao. |

Famille Machain (Guipuscoa) :
| Blason | Blasonnement : D'argent à l'arbre de sinople accompagné de deux loups passants de sable au pied de l'arbre; à la bordure de gueules chargée de huit flanchis d'or. Note : Les blasonnements de cette page sont tous issus de cet ouvrage qui cite également d'autres sources Commentaires : Ancien lignage guipuscoan, dont la maison d'armes, appelée Machain-Andia de Suso, se trouvait entre Zumarraga et Legazpia. Symbolique : Un Loup symboliserait la cruauté continuelle. |

Famille Macuso (Oiartzun) :
| Blason | Blasonnement : D'or au pin de sinople sommé d'une croisette de gueules. Note : Les blasonnements de cette page sont tous issus de cet ouvrage qui cite également d'autres sources. Commentaires : Symbolique : Un Pin en champ d'or symboliserait la noblesse ancienne. |

Famille Madariaga (Biscaye) :
| Blason | Blasonnement : D'azur à cinq besants échiquetés d'or et de gueules, posés en sautoir, et entre eux, quatre étoiles d'or ; à la bordure d'or chargée de huit maillons de chaînes d'azur. Note : Les blasonnements de cette page sont tous issus de cet ouvrage qui cite également d'autres sources Commentaires : Ancienne maison noble à Axpe, près de Busturia, entre Bermeo et Gernika. |

Famille Maeztu (Alava) :
| Blason | Blasonnement : D'azur à la bande d'or engoulée de deux têtes de dragons d'argent, lampassées du même, et accompagnée en chef d'un T d'or, et en pointe d'une fleur de lys aussi d'or. Note : Les blasonnements de cette page sont tous issus de cet ouvrage qui cite également d'autres sources. Commentaires : Maison noble du lieu de Maeztu dont elle prit le nom, à Arraya, en Alava. Preuves de noblesse en 1532, à Pampelune. |

Famille Magallon (Navarre) :
| Blason | Blasonnement : De gueules au cerf un naturel surmonté d'une croix d'Alcantara (armes primitives). Ecartelé, au 1 de gueules à la croix ancrée d'or ; au 2 d'azur à la fasce d'or ; au 3 aussi d'azur au zèbre d'argent ; au 4 de gueules, à la bande d'argent (armes des marquis de San Adrian). Note : Les blasonnements de cette page sont tous issus de cet ouvrage qui cite également d'autres sources Commentaires : Ancien lignage navarrais que la tradition fait descendre de Pierre de Maguelone, capitaine languedocien qui figurait parmi les chevaliers français qui suivirent le comte du Perche en Navarre et s'emparèrent de Tudela en 1114. |

Famille Magilena (Bayonne) :
| Blason | Blasonnement : De sinople à l'écusson d'or semé de billettes de gueules. Note : Les blasonnements de cette page sont tous issus de cet ouvrage qui cite également d'autres sources. Commentaires : Catherine de Magilena se vit attribuer d'office en 1701 ces armes. |

Famille Makanam (Mauléon) :
| Blason | Blasonnement : (Sceau): Une double branche écotée, liée en chef par un petit chevron renversé et accostée de deux griffons affrontés. Note : Les blasonnements de cette page sont tous issus de cet ouvrage qui cite également d'autres sources,. |

Famille Malet (vallée d'Oiartzun) :
| Blason | Blasonnement : D'argent à l'arbre de sinople accosté de deux feuilles de peuplier du même ; à la bordure de gueules chargée de huit flanchis d'or. Note : Les blasonnements de cette page sont tous issus de cet ouvrage qui cite également d'autres sources Commentaires : Famille d'origine française. |

Famille Mandiola (Guipuscoa) :
| Blason | Blasonnement : D'or à l'arbre de sinople fruité d'or, et deux loups de sable passants au pied de l'arbre. Note : Les blasonnements de cette page sont tous issus de cet ouvrage qui cite également d'autres sources Commentaires : Maison noble de la vallée royale de Léniz qui essaima à Oñate et Placencia. |

Famille Mañeru (Navarre) :
| Blason | Blasonnement : De gueules à la herse d'argent. Note : Les blasonnements de cette page sont tous issus de cet ouvrage qui cite également d'autres sources. |

Famille Manterola (Guipuscoa) :
| Blason | Blasonnement : D'or à la maison forte de pierre au naturel, accostée de deux chênes de sinople. Note : Les blasonnements de cette page sont tous issus de cet ouvrage qui cite également d'autres sources Symbole : Une Maison d'or essorée de sable symboliserait une maturité de génie Dictionnaire héraldique. Commentaires : Maison noble de Aya, près de Tolosa, et à Zarautz. |

Famille Maquerriain (Navarre) :
| Blason | Blasonnement : D'argent à cinq trangles de gueules. Note : Les blasonnements de cette page sont tous issus de cet ouvrage qui cite également d'autres sources Commentaires : Maison noble A Maquerriain, dont elle prit le nom, en vallée de Valdorba. |

Famille Maranon (Navarre) :
| Blason | Blasonnement : D'azur au château d'argent accompagné de trois fleurs de lis d'or, 2 en flancs et 1 en pointe (armes primitives). Ensuite : coupé, au 1 d'argent au rocher de sable de sept coupeaux ; au 2 d'azur à l'étoile d'or. Note : Les blasonnements de cette page sont tous issus de cet ouvrage qui cite également d'autres sources Commentaires : Les seigneurs de Maranon sont issus de la maison de Aza et prirent le nom de la cité navarraise où ils fondèrent une nouvelle maison. |

Famille Marchand de Frauche (Bayonne) :
| Blason | Blasonnement : D'argent au chevron de gueules surmonté d'une étoile du même et accompagné de trois colombes d'azur 2 en chef affrontées et une en pointe. Note : Les blasonnements de cette page sont tous issus de cet ouvrage qui cite également d'autres sources. Commentaires : Marchand de Frauche était trésorier de la Marine au département de Bayonne en 1698. |

Famille Marcilla (Navarre) :
| Blason | Blasonnement : Fascé d'argent et de gueules. Note : Les blasonnements de cette page sont tous issus de cet ouvrage qui cite également d'autres sources Commentaires : Maison noble de la cité de Marcilla dont elle prit le nom. |

Famille Marichalar (Bortziriak) :
| Blason | Blasonnement : D'or au chêne de sinople terrassé du même, au loup passant de sable brochant sur le tronc. Note : Les blasonnements de cette page sont tous issus de cet ouvrage qui cite également d'autres sources Commentaires : Ancien lignage navarrais dont la maison d'armes était à Lesaka, dans les Cinco Villas. Une branche s'établit à Berastegui, en Guipuscoa. |

Famille Marigny (Navarre) :
| Blason | Blasonnement : D'or à la barre de gueules accompagnée de trois trèfles de sinople. Note : Les blasonnements de cette page sont tous issus de cet ouvrage qui cite également d'autres sources Commentaires : Famille originaire de l'Artois dont une branche s'établit à Estella. |

Famille Maritorena (vallée du Baztan) :
| Blason | Blasonnement : D'or à trois monts de sinople surmontés chacun d'un arbre du même. Alias : les armes de la vallée, soit : échiqueté d'argent et de sable. Note : Les blasonnements de cette page sont tous issus de cet ouvrage qui cite également d'autres sources |

Famille Marquina (Biscaye) :
| Blason | Blasonnement : Coupé, au 1 d'or à deux fasces d'azur ; au 2 d'azur à deux bandes d'or. Note : Les blasonnements de cette page sont tous issus de cet ouvrage qui cite également d'autres sources Commentaires : Maison noble à Markina, dont elle prit le nom, qui essaima en Guipuscoa, à Oñate et en Alava. |

Famille Marrenx (Soule) :
| Blason | Blasonnement : Parti au 1 d'or à deux tourteaux de gueules ; au 2 de... à deux pals d'argent. Note : Les blasonnements de cette page sont tous issus de cet ouvrage qui cite également d'autres sources Note : Ce blasonnement est incomplet et/ou incohérent. |

Famille Martiarena (Hernani) :
| Blason | Blasonnement : Parti, au 1 d'azur à trois tours d'or ouvertes de gueules, 2 et 1 ; au 2 d'argent à l'arbre arraché de sinople, surmonté d'une étoile de gueules et accompagné en pointe de deux feuilles de peuplier d'azur en fasce ; à la bordure générale d'or chargée de huit tourteaux de gueules. Note : Les blasonnements de cette page sont tous issus de cet ouvrage qui cite également d'autres sources |

Famille Martiartu (Biscaye) :
| Blason | Blasonnement : D'argent au chêne de sinople et deux chaudrons de sable pendants de ses branches de chaque côté du tronc, et un chien cousu d'argent au pied de l'arbre attaché par une chaîne du même et tenant en sa gueule un animal aussi d'argent ; à la bordure de gueules avec la légende en lettres d'or "Lepoan Caltea Daquianac". Note : Les blasonnements de cette page sont tous issus de cet ouvrage qui cite également d'autres sources. Commentaires : Ancienne maison noble connue depuis Diego Pérez de Martiertu le Vieux. |

Famille Marticorena (vallée du Baztan) :
| Blason | Blasonnement : Echiqueté d'argent et de sable (armes de la vallée). d'argent et de sable (armes de la vallée). Note : Les blasonnements de cette page sont tous issus de cet ouvrage qui cite également d'autres sources Commentaires : Maison noble très ancienne, à Errazu. Reconnaissance de noblesse en 1793. |

Famille Martinena (Labourd) :
| Blason | Blasonnement : De gueules à six besants d'argent posés en deux pals, 3 et 3. Note : Les blasonnements de cette page sont tous issus de cet ouvrage qui cite également d'autres sources Commentaires : Famille citée à Sare au début du XVIIe siècle. |

Famille Masparraute (Pays de Mixe) :
| Blason | Blasonnement : D'argent au lion de gueules ; à la bordure du même chargée de huit étoiles d'or. Note : Les blasonnements de cette page sont tous issus de cet ouvrage qui cite également d'autres sources ; Commentaires : La filiation des seigneurs de Masparraute n'est connue que depuis l'entrée de cette salle en la maison de Gramont. |

Famille Mathieu (Hasparren) :
| Blason | Blasonnement : D'or au chêne de sinople, arraché et fusté de sable, surmonté d'une croix latine de gueules issante de l'arbre, et accompagné à dextre d'une étoile d'azur. Note : Les blasonnements de cette page sont tous issus de cet ouvrage qui cite également d'autres sources,. Note : Ce blasonnement est incomplet et/ou incohérent, voire erroné: le terme "issant" est impropre, il faut dire "Mouvante". Commentaires : Mgr Clément Mathieu, né à Hasparren le 18 mars 1882, décédé à Dax le 25 mars 1963, fut préconisé évêque d'Aire-sur-l'Adour le 12 septembre 1931. |

Famille Mauléon (Vicomtes de) (Soule) :
| Blason | Blasonnement : De gueules au lion contourné d'or. Note : Les blasonnements de cette page sont tous issus de cet ouvrage qui cite également d'autres sources, Commentaires : Les vicomtes de Soule et Mauléon sont issus de Guillaume-Fort Ier, vicomte de Lavedan, et de dame Wisola, qui décéda vers 1040. |

Famille Mauleon (Navarre) :
| Blason | Blasonnement : Note : Les blasonnements de cette page sont tous issus de cet ouvrage qui cite également d'autres sources Commentaires : Une maison noble de Mauleon existait au quartier de Guereta, près de la localité de Arroniz, région d'Estella. |

Famille Maya (vallée du Baztan) :
| Blason | Blasonnement : parti, au 1 échiqueté d'argent et de sable ; au 2 d'or à deux loups de sable posés en pal ; à la bordure générale de gueules chargée de quatorze flanchis d'or. Note : Les blasonnements de cette page sont tous issus de cet ouvrage qui cite également d'autres sources Commentaires : Une maison noble de ce nom existait en la cité de Maya de Baztan (Amaiur). |

Famille Maya (Navarre) :
| Blason | Blasonnement : D'or à cinq étoiles d'azur posées en sautoir. Note : Les blasonnements de cette page sont tous issus de cet ouvrage qui cite également d'autres sources Commentaires : Une maison Maya existait également en la ville de Falces, sur le rio Arga, au sud d'Olite, et portait le nom de palacio de Arrechea. |

Famille Mayora (vallée du Baztan) :
| Blason | Blasonnement : Ecartelé : aux 1 et 4 échiqueté d'or et de gueules ; aux 2 et 3 de gueules à la bande d'or accostée de deux fers de lance du même, celles du quartier 2 les pointes en bas, celles du quartier 3 les pointes en haut ; à la bordure générale d'or chargée de quatre lions de pourpre lampassés de gueules, et quatre flanchis du même, les flanchis placés un à chaque canton. Note : Les blasonnements de cette page sont tous issus de cet ouvrage qui cite également d'autres sources Commentaires : Très ancienne maison noble du Baztan, à Ziga, au sud de la vallée. Une branche s'établit à Elizondo où elle fonda une autre maison, une autre à Arizkun. |

Famille Maytie (Soule) :
| Blason | Blasonnement : Écarlelé, aux 1 et 4 de gueules au lion d'or ; aux 2 et 3 d'argent au chêne de sinople. Sur le tout : d'azur à la croix d'or. Note : Les blasonnements de cette page sont tous issus de cet ouvrage qui cite également d'autres sources,. Commentaires : Arnaud de Maytie, évêque d'Oloron de 1598 à 1622, appartenait à cette ancienne famille de Mauléon. |

Famille Mazolagain (Baïgorry) :
| Blason | Blasonnement : D'argent au pal d'azur accompagné à dextre de deux loups passants de sable poses l'un sur l'autre. Note : Les blasonnements de cette page sont tous issus de cet ouvrage qui cite également d'autres sources |

## Me
Famille Mea (vallée du Roncal) :
| Blason | Blasonnement : D'azur au pont d'or sommé d'une tête de roi maure de sable ensanglantée de gueules, accompagné en pointe d'un mont à trois coupeaux d'argent issant d'une onde d'argent et d'azur (armes de la vallée). Note : Les blasonnements de cette page sont tous issus de cet ouvrage qui cite également d'autres sources Commentaires : Maison noble à Garde. |

Famille Medalon (de) (Bayonne) :
| Blason | Blasonnement : D'argent à l'écusson de sinople chargé de trois besants d'or, 2 et 1. Note : Les blasonnements de cette page sont tous issus de cet ouvrage qui cite également d'autres sources Commentaires : Famille originaire d'Arudy, en Béarn, établie à Bayonne. |

Famille Medrano (Navarre) :
| Blason | Blasonnement : De gueules à la croix fleurdelisée et vuidée d'argent. Note : Les blasonnements de cette page sont tous issus de cet ouvrage qui cite également d'autres sources Commentaires : Ancien lignage navarrais. Des Medrano furent gouverneurs des châteaux de Corella, de Viana et de Braza. |

Famille Méharin (Arbéroue) :
| Blason | Blasonnement : D'or au lion rampant d'azur, armé, lampassé et vilené de gueules. Note : Les blasonnements de cette page sont tous issus de cet ouvrage qui cite également d'autres sources Commentaires : Le seigneur de Méharin avait entrée aux Etats de Navarre et possédait les trois-quarts de la dîme du lieu. Note : la commune de Méharin porte les armes des seigneurs de Méharin ci-dessus. |

Famille Menaut (vallée de Salazar) :
| Blason | Blasonnement : De gueules au loup de sable, la tête contournée, ravissant un agneau d'argent (armes de la vallée de Salazar). Note : Les blasonnements de cette page sont tous issus de cet ouvrage qui cite également d'autres sources Commentaires : Maison noble à Izalzu (Itzaltzu) dont était originaire Antonio Menaut y Teres, chevalier de Saint-Jacques en 1754. Reconnaissance de noblesse en 1799. |

Famille Mencia (Irun) :
| Blason | Blasonnement : De sinople à la tour d'argent, ouverte de gueules, sur une onde d'argent et d'azur ; accompagnée de deux lions affrontés d'or appuyés contre la tour ; à la bordure de gueules séparée du champ par un filet d'or, chargée de treize coquilles d'or. Note : Les blasonnements de cette page sont tous issus de cet ouvrage qui cite également d'autres sources |

Famille Mendabia (Navarre) :
| Blason | Blasonnement : Ecartelé, au 1 de gueules à l'étoile à huit rais d'or ; au 2 d'argent au lion rampant de gueules ; au 3 comme ci-dessus ; au 4 d'or au sautoir de gueules. Note : Les blasonnements de cette page sont tous issus de cet ouvrage qui cite également d'autres sources Commentaires : Armes de la maison noble de Mendabia. |

Famille Mendès (Came) :
| Blason | Blasonnement : Losangé d'argent et d'azur. Note : Les blasonnements de cette page sont tous issus de cet ouvrage qui cite également d'autres sources. Commentaires : Famille portugaise établie à Came, près de Bidache, à la fin du XVe siècle à la suite de l'expulsion des Israélites du Portugal. Ces armes furent reçues d'office, en 1701. |

Famille Mendès Da Costa (Louis) (Bayonne) :
| Blason | Blasonnement : D'or à deux fasces de gueules. Note : Les blasonnements de cette page sont tous issus de cet ouvrage qui cite également d'autres sources. Commentaires : Famille de même origine que la précédente, établie a Bayonne à la même époque. |

Famille Mendès Da Costa (Fernando) (Bayonne) :
| Blason | Blasonnement : D'argent à trois couronnes d'or. Note : Les blasonnements de cette page sont tous issus de cet ouvrage qui cite également d'autres sources. Commentaires : Famille de même origine que la précédente, établie a Bayonne à la même époque. |

Famille Mendi (vallée d'Oiartzun) :
| Blason | Blasonnement : D'argent au rosier de sinople fleuri de gueules accompagné de cinq étoiles d'azur. Note : Les blasonnements de cette page sont tous issus de cet ouvrage qui cite également d'autres sources NOTE : Ce blasonnement est incomplet et/ou incohérent (les 5 rosiers doivent etres en sautoir). Impossible ici. Commentaires : Mendi signifie Montagne en basque. |

Famille Mendicoa (vallée du Baztan) :
| Blason | Blasonnement : Echiqueté d'argent et de sable (armes de la vallée). Note : Les blasonnements de cette page sont tous issus de cet ouvrage qui cite également d'autres sources Commentaires : Maison noble à Almandoz. Mendi(k)oa signifie de la montagne en basque (pas de lettre "C" dans l'alphabet basque). |

Famille Mendigorry (Basse-Navarre) :
| Blason | Blasonnement : D'or au chêne de sinople, au sanglier de sable brochant sur le fût. Alias : le sanglier de sable dressé contre le fût. Note : Les blasonnements de cette page sont tous issus de cet ouvrage qui cite également d'autres sources, Commentaires : Maison noble a Ayherre. Mendigorri signifie montagne rouge en basque (pas de "Y" dans l'alphabet basque). |

Famille Mendiguchia (Guipuscoa) :
| Blason | Blasonnement : D'or au mont de sinople sommé d'une croix de gueules, et accompagnée des lettres Q, S et D d'azur ; la première au-dessus de la croix, et les deux autres sur les bras de la croix ; à la bordure de gueules chargée de quatre coquilles et quatre maillons de chaîne d'or, alternés. Note : Les blasonnements de cette page sont tous issus de cet ouvrage qui cite également d'autres sources Commentaires : Maison noble à Anguiozar, près de Bergara. |

Famille Mendinueta (vallée du Baztan) :
| Blason | Blasonnement : Échiqueté de sable et d'argent, à la fasce et la bande de pourpre brochantes, les deux angles formés par l'intersection de la fasce et de la bande, d'azur, chargés chacun d'une étoile d'or. Note : Les blasonnements de cette page sont tous issus de cet ouvrage qui cite également d'autres sources Commentaires : Maison noble de Mendinueta, à Izagaondoa, près de la rivière Irati. Autre maison à Elizondo, en Baztan. |

Famille Mendionde (Labourd) :
| Blason | Blasonnement : D'argent à la croix de gueules cantonnée de quatre loups passants de sable. Note : Les blasonnements de cette page sont tous issus de cet ouvrage qui cite également d'autres sources Commentaires : Les Garro étaient seigneurs de Mendionde et la commune porte les armes de cette ancienne famille. |

Famille Mendiondo (Irun) :
| Blason | Blasonnement : D'argent à l'arbre de sinople ; à la bordure de gueules chargée de huit flanchis d'or. Note : Les blasonnements de cette page sont tous issus de cet ouvrage qui cite également d'autres sources |

Famille Mendioroz (Val d'Erro) :
| Blason | Blasonnement : De gueules à la Croix tréflée et vuidée d'argent. Note : Les blasonnements de cette page sont tous issus de cet ouvrage qui cite également d'autres sources Commentaires : Maison noble à Lizoain, au sud du Val d'Erro. |

Famille Mendivil (Navarre) :
| Blason | Blasonnement : D'azur à deux pals d'or ; à la bordure de gueules chargée de huit flanchis d'or. Alias : d'or à deux pals d'azur ; à la bordure de gueules chargée de treize flanchis d'or. Note : Les blasonnements de cette page sont tous issus de cet ouvrage qui cite également d'autres sources Commentaires : Maison noble du lieu de Yâbar, à Araquil, au nord-ouest de Pampelune. Reconnaissance de noblesse en 1783. |

Famille Mendizabal (Guipuscoa) :
| Blason | Blasonnement : Tranché d'or et d'azur, l'or chargé de trois cœurs de gueules, l'azur d'une fleur de lis d'or ; et une bande d'argent engoulée de deux têtes de dragons de gueules, brochant sur la partition. Note : Les blasonnements de cette page sont tous issus de cet ouvrage qui cite également d'autres sources Commentaires : Famille de Azcoitia et Bergara établie à Ascain, en Labourd, maison Mendizabalenea. |

Famille Mendoza (Alava) :
| Blason | Blasonnement : De sinople à la bande d'or chargée d'une cotice de gueules. À la suite de la Bataille de Las Navas de Tolosa, en 1212, les chaînes d'or de Navarre en orle et brochantes furent ajoutées à ces armes. Note : Les blasonnements de cette page sont tous issus de cet ouvrage qui cite également d'autres sources Commentaires : Très ancien lignage issu des seigneurs de Llodio descendants eux-mêmes des premiers seigneurs de Biscaye. |

Famille Merquelin (Guipuscoa) :
| Blason | Blasonnement : D'argent à deux clefs posées en sautoir accompagnées en pointe d'un sanglier poursuivi par trois chiens le tout de sable ; à la bordure de gueules chargée de huit besants d'or. Note : Les blasonnements de cette page sont tous issus de cet ouvrage qui cite également d'autres sources Commentaires : Ancien lignage dont la maison souche se trouvait à Artiga, près de Saint-Sébastien. Cette famille est à l'origine de la fondation de l'église de Saint-Sébastien el Antiguo. |

Famille Metauten (Navarre) :
| Blason | Blasonnement : D'argent à la bande de sinople ; à la bordure de gueules plaine. Note : Les blasonnements de cette page sont tous issus de cet ouvrage qui cite également d'autres sources ; Commentaires : Une maison noble de ce nom exislail à Metauten. Reconnaissance de noblesse en 1543 en faveur de Diego de Metauten, demeurant à Oco. |

Famille Meynaud d'Arbide (Soule) :
| Blason | Blasonnement : D'or au chêne arraché de sinople, au sanglier passant de sable, brochant sur le fût. Note : Les blasonnements de cette page sont tous issus de cet ouvrage qui cite également d'autres sources. |